# 徳島県道33号小松島佐那河内線
徳島県道33号小松島佐那河内線（とくしまけんどう33ごう こまつしまさなごうちせん）は、小松島市と名東郡佐那河内村を結ぶ県道（主要地方道）である。

## 概要
徳島市八多町から佐那河内村境までの区間は一部を除いて1.5車線程度の道幅となる。
徳島赤十字病院が東洋紡績小松島工場跡地に移転したことに伴い、小松島市の中心部を走る日の峰通りが、堀川町から北へ向かって中田町新開（徳島県道17号小松島港線の交点）までの区間において、徳島県道33号小松島佐那河内線に指定されている。

### 路線データ
- 起点：小松島市横須町（南小松島町交差点、徳島県道120号徳島小松島線交点）、新道・小松島市中田町新開（徳島県道17号小松島港線交点）
- 終点：名東郡佐那河内村下字高樋（国道438号交点）
- 総延長：13.636 km（平成22年徳島県道路現況調書）

## 歴史
- 1923年04月27日 - 佐那河内小松島線として認定。[要出典]
- 1959年01月31日 - 徳島県道の再編により佐那河内小松島線として再認定。[要出典]
- 1972年03月10日 - 徳島県道214号佐那河内小松島線として再認定。[要出典]
- 1982年12月14日 - 徳島県道33号小松島佐那河内線として認定。[要出典]
- 1993年（平成5年）5月11日 - 建設省から、県道小松島佐那河内線が小松島佐那河内線として主要地方道に指定される[1]。

## 路線状況

### 重複区間
- 徳島県道212号新浜勝浦線（徳島市多家良町 地内）
- 徳島県道18号勝浦佐那河内線（名東郡佐那河内村下寺谷 - 終点）

## 地理

### 通過する自治体
- 小松島市
- 徳島市
- 名東郡佐那河内村

### 交差する道路

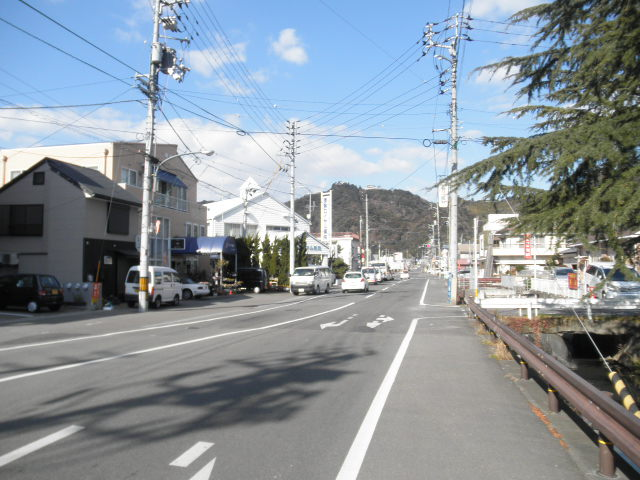
日の峰通り
小松島市小松島町字井利ノ口

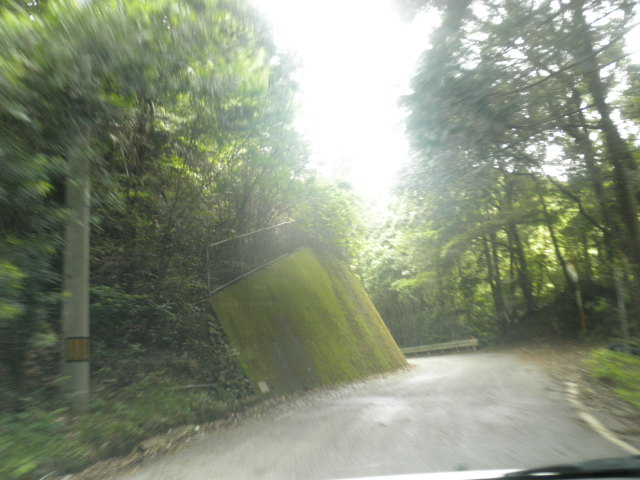
徳島市八多町 - 佐那河内村境にある1.5車線程度の区間の一部
徳島市八多町字大久保

- 徳島県道120号徳島小松島線・徳島県道178号小松島港南小松島停車場線（小松島市横須町、起点）
- 徳島県道216号花園日開野線（小松島市日開野町井理守）
- 国道55号（国道195号重複）（小松島市小松島町喜来）
- 徳島県道136号宮倉徳島線（小松島市日開野町勝久）
- 徳島県道16号徳島上那賀線（小松島市田浦町西原）
- 徳島県道212号新浜勝浦線（徳島市多家良町）
- 徳島県道212号新浜勝浦線（徳島市多家良町）
- 徳島県道209号八多法花線（徳島市八多町南曽根）
- 徳島県道18号勝浦佐那河内線（名東郡佐那河内村下寺谷）
- 国道438号（国道439号重複）（名東郡佐那河内村下、終点）

### 周辺
- 東山渓県立自然公園

## ギャラリー

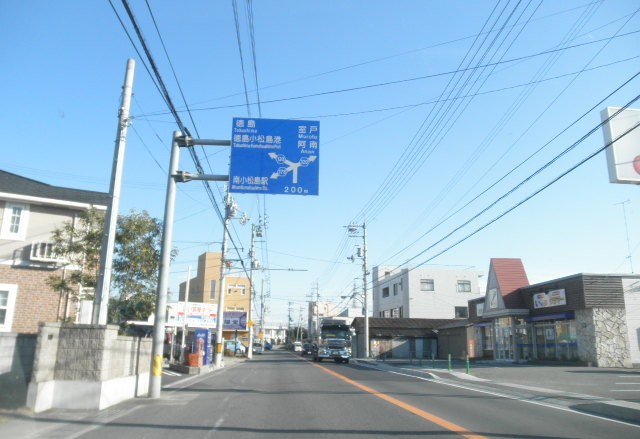
小松島市小松島町字高須
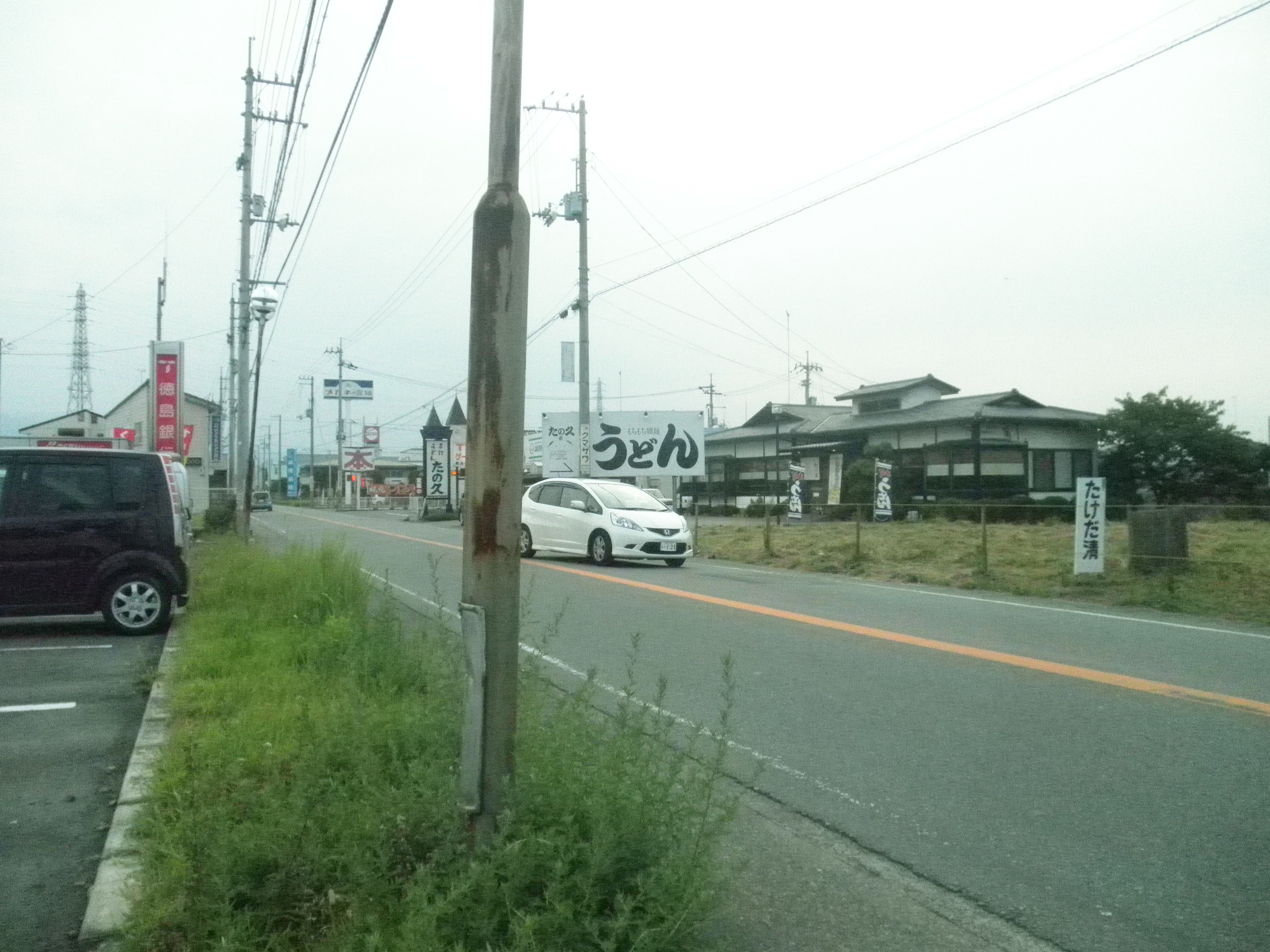
小松島市日開野町字泉川
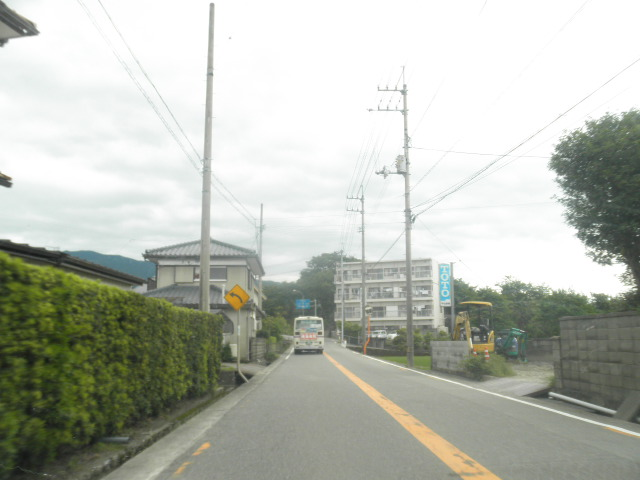
小松島市田浦町字中西
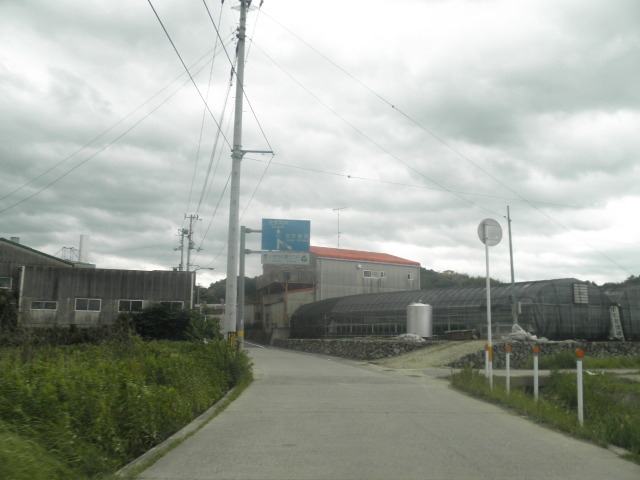
徳島市多家良町字宮ノ下
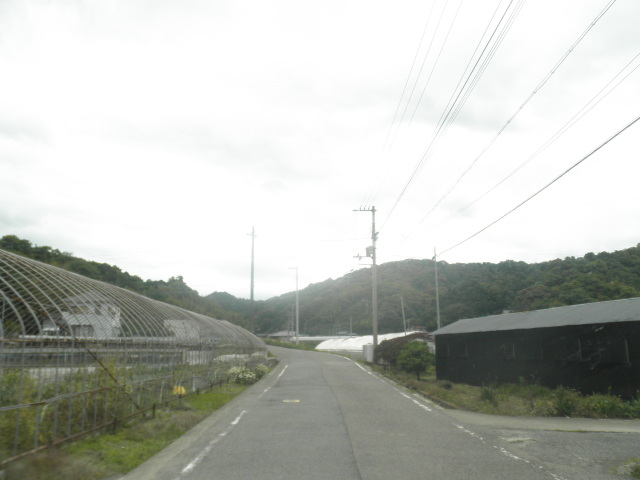
徳島市八多町字三反地
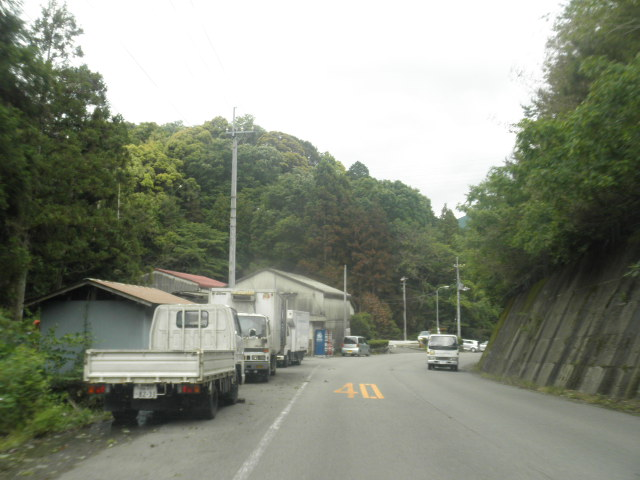
名東郡佐那河内村下字仕出
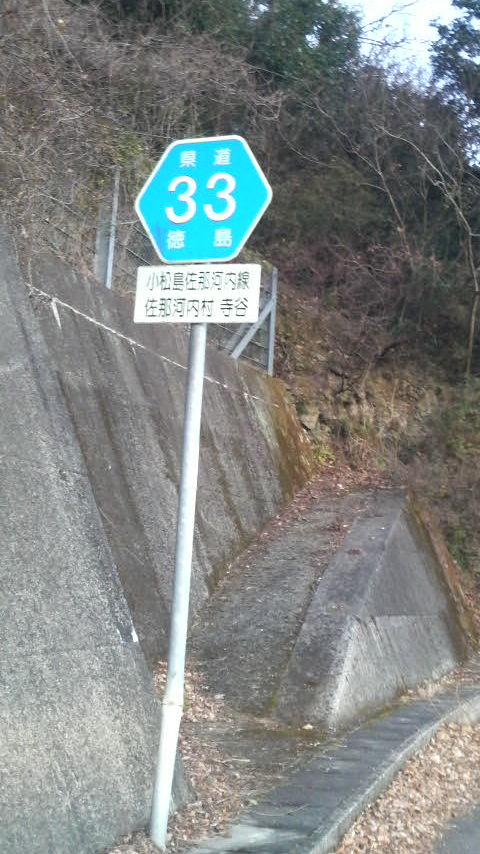
県道標識（名東郡佐那河内村下字寺谷）